# Ensenada Ferrer
L' Ensenada Ferrer  és una plana de marees de gran extensió situada a la costa del departament de Deseado de la província de Santa Cruz, Argentina. Es troba sobre la badia de Nodales i en terres de l'Estancia El Amanecer y 8 de Julio.
Queda envoltada al nord, oest i sud per una sèrie de cordons litorals plistocens i holocens, que el separen a la planes de les marees del mar. Es comunica amb el mateix a través d'un canal principal que es ramifica en canals menors. Aquesta plana sol quedar coberta per aigua durant les màximes pleamars o tempestes. Està constituïda fonamentalment per sorres fines a molt fines, i posseeix, a la zona propera als canals de marees, una vegetació resistent a condicions d'alta salinitat, com per exemple la Salicornia. Cap a l'est hi ha la Punta Medanosa (també anomenada Punta Buque), caracteritzada per la gran quantitat de dunes existents (médanos en castellà).